# Can Morató (Santa Maria de Palautordera)
Can Morató és una casa eclèctica de Santa Maria de Palautordera (Vallès Oriental) protegida com a Bé Cultural d'Interès Local.

## Descripció
Es tracta d'un edifici entre mitgeres amb planta baixa i pis. La façana està arrebossada i pintada. La coberta és a dues vessants. El capcer acaba amb ràfec sostingut per mènsules. Al damunt hi ha una balustrada decorada en el pilar central per un escut coronat amb una palmeta i en els laterals per gerros, actualment només es conserva el dret. Totes les obertures són de llinda plana, a la planta baixa hi ha un portal d'accés i una finestra emmarcada en el terç superior per una motllura amb cornisa. En el pis té dos buits emmarcats per motllures que imiten dues pilastres que sostenen una cornisa al damunt de la llinda, ambdues decorades amb motius vegetals. Aquests buits tenen sortida a un balcó corregut amb barana de ferro sostingut per mènsules. Entre les dues del damunt del portal hi ha una motllura amb decoració vegetal amb un bust femení al centre. Entre les altres mènsules hi ha una sanefa motllurada amb motius de tipus arabesc. A les golfes hi ha dues obertures per a la ventilació enmig d'una sanefa que repeteix el mateix motiu de la planta baixa. La façana ha estat restaurada i pintada recentment i actualment s'estan fent reformes a l'interior.